# Jaana Savolainen
Jaana Savolainen, född 23 januari 1964 i Villmanstrand, är en före detta finländsk längdskidåkare som tävlade internationellt mellan 1984 och 1993. Hon ingick i det finländska lag som tog brons i stafett i Calgary 1988.